# Bartošovice
Bartošovice är en ort i Tjeckien.   Den ligger i distriktet Okres Nový Jičín och regionen Mähren-Schlesien, i den östra delen av landet, 270 km öster om huvudstaden Prag. Bartošovice ligger 245 meter över havet och antalet invånare är 1 596.
Terrängen runt Bartošovice är platt.Runt Bartošovice är det tätbefolkat, med 308 invånare per kvadratkilometer. Närmaste större samhälle är Studénka, 6,3 km norr om Bartošovice. Trakten runt Bartošovice består till största delen av jordbruksmark.